# Mirabello Sannitico
Mirabello Sannitico é uma comuna italiana da região do Molise, província de Campobasso, com cerca de 1.811 habitantes. Estende-se por uma área de 21 km², tendo uma densidade populacional de 86 hab/km². Faz fronteira com Campobasso, Cercemaggiore, Cercepiccola, Ferrazzano, Gildone, San Giuliano del Sannio, Vinchiaturo.

## Demografia
| Variação demográfica do município entre 1861 e 2011                               |
|                                                                                   |
| Fonte: Istituto Nazionale di Statistica (ISTAT) - Elaboração gráfica da Wikipedia |